# Grupo Lagardère
El grupo Lagardère (a veces llamado groupe Lagardère, Lagardère Group, Lagardère Media o Lagardère, con o sin tilde) es un grupo de empresas industrial (armamento y publicaciones) de nacionalidad francesa que fue creado por el empresario Jean-Luc Lagardère.

## Historia
Este grupo se ha desarrollado considerablemente gracias a la privatización de Matra en 1987 por el gobierno de Jacques Chirac.
En 2003, el grupo Lagardère rescató Vivendi Universal Publishing, la sociedad editorial del grupo Vivendi Universal, que fue renombrada como Editis. De acuerdo con los compromisos tomados con la Comisión Europea, Lagardère debía desprenderse en 2004 del 60% de los activos de Editis.
El 27 de mayo de 2004, la oferta de Wendel Investissement fue aceptada por el grupo Lagardère para la venta del 60 % de Editis.
El 6 de febrero de 2006, el grupo Lagardère anunció la adquisición de Time Warner Book Group por casi 540 millones de dólares estadounidenses. El grupo de Arnaud Lagardère se convirtió así en el 3.er editor más importante del mundo.

## Negocios
Las dos principales sociedades del grupo son Lagardère Media (medios de comunicación) y EADS (aeronáutica). EADS (European Aeronautic Defence and Space Company) ocupa la segunda posición mundial en la industria espacial, aeronáutica y de defensa. Airbus es una de las principales creaciones del grupo.
Lagardère poseía el 15 % de EADS por intermediación de Sogeade, holding conjunto con el Estado francés. El grupo Lagardère ha revendido el 7,5 % del capital de EADS, la mitad de sus acciones, a inversores institucionales ante la pérdida de valor de sus acciones, debido al retraso del A380 (el retraso en su diseño le hizo perder alrededor del 20 % del valor de sus acciones, en un período de algunas semanas).

### Las ramas del Grupo Lagardère
- EADS (European Aeronautic Defence and Space Company) (un 7,5 %)
Nacido de la fusión de la francesa Aerospatiale Matra, de la española CASA y de la alemana Daimler Chrysler Aerospace, EADS es un líder mundial de la aeronáutica, del espacio y la defensa. Un éxito financiero que recaería en las habilidades de más de 110.000 empleados, la innovación tecnológica, los principales programas europeos (Eurofighter, Ariane…) y de empresas de primera magnitud como Airbus, Eurocopter, MBDA o Astrium.

- Lagardère Publishing
La filial Lagardère Publishing, que reagrupa las marcas de Hachette Livre y que propone cada año más de doce mil novedades, publica actualmente productos que van desde los dominios de la literatura general, la educación, la edición ilustrada y enciclopédica hasta la edición de fascículos para venta en kioskos. Los editores, a menudo herederos de una tradición histórica, permanecen en el corazón de Lagardère Publishing, que se considera una federación de casas editoriales de talla humana, respetuosa con los territorios y las competencias. Su cifra de negocios fue de 2.159 millones de euros en 2008.
  - Hachette Livre

- Lagardère Active
Lagardère Active se ha convertido en 2006 en una nueva entidad, que reúne, por una parte, las actividades de edición de revistas del grupo y, por otra parte, sus actividades audiovisuales y digitales.
  - Europe 1, Virgin Radio, Virgin 17, Hachette Filipacchi Médias, MCM, RFM,...

Su cifra de negocios fue de 2.111 millones de euros en 2008.
- Lagardère Services
Lagardère Services, antes Hachette Distribution Services, ejerce tres cometidos, el comercio al por menor en zona de transporte, el comercio de productos de ocio cultural y la distribución de prensa. (primer editor mundial de revistas de prensa con más de 200 títulos)
  - Relay, Virgin, Payot, Furet du Nord.

Su cifra de negocios fue de 3.500 millones de euros en 2008.
- Lagardère Sports
El grupo ha seguido, durante 2006, una estrategia de adquisición de empresas del sector del deporte. Dos proyectos importantes han sido iniciados en ese ejercicio: el proyecto de adquisición de Sportfive y el de Newsweb (de los que forman parte, entre otros, los sitios web Boursier.com, Sports.fr et Football.fr).

Su cifra de negocios fue de 444 millones de euros en 2008.
- Team Lagardère
Team Lagardère ha sido concebido, según la promoción del propio grupo Lagardère, en una perspectiva de largo plazo, como un compromiso original e innovador al servicio de la excelencia deportiva.

- Fundación Jean-Luc Lagardère
La Fundación Jean-Luc Lagardère existe, según la promoción del propio grupo Lagardère, para promocionar cada día los valores del hombre que le da nombre. Trata de colocar al ser humano en el corazón de sus preocupaciones y preconiza el crecimiento personal, el gusto por el esfuerzo y la apertura a los demás. Como prolongación de la acción del grupo en el corazón de la Cité, su gestión conjuga dos objetivos: favorecer el acceso de todos a la diversidad de conocimientos, y permitir a cada uno desarrollar su potencial.

## Dirección de empresa

### Cabecera del grupo
- Arnaud Lagardère, director gerente
- Pierre Leroy, ayudante a la gerencia
- Philippe Camus, ayudante a la gerencia

### Comité ejecutivo
- Dominique D'Hinnin
- Thierry Funck-Brentano
- Jean-Paul Gut
- Gérald de Roquemaurel
- Arnaud Molinié

### Los consejeros delegados (PDG) de Lagardère Media
- Arnaud Lagardère para Lagardère Active
- Jean-Louis Nachury para Hachette Distribution Services
- Arnaud Nourry para Hachette Livre
- Didier Quillot para Hachette Filipacchi Médias

## Datos financieros
Presentados en la Asamblea general de 2005:
- Resultado de explotación:

382 millones de euros
| Años                     | 2002   | 2003  | 2004   | 2005 | 2006 | 2007  | 2008  | 2009 |
| ------------------------ | ------ | ----- | ------ | ---- | ---- | ----- | ----- | ---- |
| Cifra de negocios        | 13.216 | 8.166 | 13.389 | NC   | NC   | 8.582 | 8.214 | NC   |
| Resultado de explotación | NC     | NC    | 382    | NC   | NC   | 636   | 647   | NC   |
| Capital propio           | 3.914  | 4.136 | 00     | NC   | NC   | NC    | NC    | NC   |
| Datos financieros        | 1.394  | 882   | 00     | NC   | NC   | NC    | NC    | NC   |

## Datos de Bolsa
- Acciones que cotizan en la Bolsa de París
- Pertenece al índice CAC 40 (símbolo: MMB)
- Pertenece al índice Euronext
- Código valor ISIN = FR0000130213
- Valor nominal = 6,10 euros
- Accionariado:[4]

(2008):
- TG corp World Group: 60,46 %
- Inversores institucionales franceses: 16,55 %
- Lagardère Capital & Management: 10,31 %
- Otros accionistas: 7,74 %
- Autocartera: 3,19 %
- Empleados: 1,75 %

(2005): Flotante 85,5 %, Lagardère Capital & Management 5,5 %, empleados 3,6 %, autocontrol 3,1 %, DaimlerChrysler 2,3 %.
| Años                                            | 2004   | 2005   | 2006 | 2007 | 2008 | 2009               |
| ----------------------------------------------- | ------ | ------ | ---- | ---- | ---- | ------------------ |
| Número de acciones en circulación (en millones) | 139,41 | 141,04 | 00   | 00   | 00   | 00                 |
| Capitalización en Bolsa (en millones de euros)  | 5.685  | 8.166  | 00   | 00   | 00   | 3.711 (5-enero-09) |
| Número de transacciones diarias                 | 85.000 | 00     | 00   | 00   | 00   | 00                 |

## Filiales
- Arlis
- Matra MS